# Эвридика I
Эвридика I (др.-греч. Εὐρυδίκη) — египетская царица, вторая жена Птолемея I Сотера, дочь Антипатра.
Эвридика родилась в семье одного из наиболее видных военачальников и приближённых царя Македонии Филиппа II Антипатра. У Антипатра, кроме Никеи, было по меньшей мере 10 детей — 3 дочери и 7 сыновей. По предположению В. Хеккеля Эвридика была младшей по старшинству дочерью Антипатра. Во время походов Александра Македонского отец Эвридики Антипатр был бессменным наместником царя в Македонии.
В 321/320 году до н. э. девушку выдали замуж за правителя Египта Птолемея. От Птолемея Эвридика родила по меньшей мере двух сыновей Птолемея Керавна и Мелеагра, а также двух дочерей — Лисандру и Птолемаиду. На старости лет Птолемей развёлся и взял в жёны Беренику, которая приехала из Македонии в кортеже Эвридики.